# Lili Ann Bennby
Lilian Kristina Viktoria "Lili Ann" Bennby, född den 18 mars 1921 i S:t Matteus församling, Stockholm, död den 15 januari 1990 i Sacramento, Kalifornien, USA, var en svensk skådespelare.
Bennby tog danslektioner för Emy Ågren och inträdde i filmbranschen 1938 där hon medverkade i filmerna Stora famnen, Kyss henne!, Frun tillhanda, I dag börjar livet, Kadettkamrater, Hennes egen melodi samt i ett antal reklamfilmer. Hon var engagerad vid AB Svensk Filmindustris China-varieté i Stockholm.
Bennby var dotter till tågmästare Lars Viktor (Larsson) Bennby (1890–1960) och Alfrida Matilda Nord (1898–1985). Hon är begravd i Bennbys familjegrav på Skogskyrkogården i Stockholm.

## Filmografi
- 1939 – I dag börjar livet (balettdansös, okrediterad)
- 1940 – Stora famnen (servitris, okrediterad)
- 1940 – Snurriga familjen (lunchgäst, okrediterad)
- 1940 – Kyss henne! (kontorsflicka, okrediterad)